# Lat (finomság)
A lat az ezüstötvözetek tisztaságának, azaz finomságának (1867 előtt használt) mértékegysége. 1/16 részt jelöl, tehát például a 15 latos ezüstötvözet 15/16 részben tartalmaz ezüstöt.
Használatakor előfordult még a grán (vagy magyarosan „szemer”) nevű részegység használata is; 1 lat = 24 grán. Így például a 10 latos és 12 grános ezüst „tíz és fél latos”, azaz 21/32 részben tartalmaz ezüstöt.

## Története
Az arany tisztaságának karátokban kifejezett értékéhez hasonlóan ez a mértékegység is a kölni márkához kapcsolódik; az egy kölni márkában levő ezüst mennyiségét fejezi ki. 1 kölni márka az arany mérésekor 24 karátra (aranykarátra), illetve az ezüst mérésekor (és más esetekben) 16 latra oszlott, így a két tisztasági mértékegység az arany huszonnegyedekben, illetve az ezüst tizenhatodokban kifejezett arányát jelöli.
A német grán (ami a hagyomány szerint körülbelül egy gabonaszem tömegének felel meg) a német-osztrák mértékegységrendszerben ezüst esetében 1/18 lat, arany esetében 1/12 karát, tehát mindkét esetben egységesen 1/288 (kölni) márka. Ettől eltér a Pallas nagy lexikonában fellelhető magyarországi 1/24 latos használat.
Manapság már általában ezrelékben fejezik ki az ezüst tisztaságát.